# BBC Coburg
Der BBC Coburg e. V. ist ein Basketballverein aus Coburg, Bayern, dessen erste Herrenmannschaft seit 2017 in der 2. Basketball-Bundesliga ProB spielt. Die Heimspiele werden in der HUK-Coburg arena ausgetragen.

## Geschichte
Der Verein wurde im Oktober 1954 gegründet. 1956, in der zweiten Saison wird der BBC-Coburg oberfränkischer Meister. Am Ende der Saison 2008/09 erfolgte der Aufstieg in die Bayernliga Nord. 2013 übernahm der ehemalige Coburger Spieler Manuel „Bobby“ Fischer das Amt des Managers. in der Saison 2013/14 gelang der Aufstieg in die 2. Regionalliga, die fünfthöchste deutsche Spielklasse. 2015 gewann man den Bayernpokal, in der Saison 2015/16 stieg die Mannschaft in die 1. Regionalliga Südost auf. Im März 2016 wurde die BBC Coburg Spielbetriebs GmbH gegründet, Fischer bekleidete den Posten des Geschäftsführers. Im Juli 2016 wurde Matthias Haufer als Sportlicher Leiter eingestellt, der zuvor unter anderem für den Bundesligisten Gießen, den Zweitligisten Cuxhaven sowie als Spielervermittler tätig gewesen war.
In der Saison 2016/17 sicherte sich die Mannschaft am 12. März 2017 rechnerisch die Meisterschaft. Jedoch hätte ein Hackerangriff auf die Datenbank, bei dem der Meldestatus einiger Spieler verändert wurde, noch zur Aberkennung eines Sieges führen können. Nach einem Sieg am 25. März 2017 war der Aufstieg Fakt. Am Ende der Saison wurde für den Hackerangriff schließlich kein Punkt abgezogen. Meistermacher war Trainer Simon Bertram, der vor seinem Wechsel nach Coburg im Nachwuchsbereich von Brose Bamberg tätig war.
Hauptsponsor ist seit 2016 Brose mit dem aus Coburg stammenden Unternehmer Michael Stoschek, dem Vorsitzenden der Gesellschafterversammlung. November 2017 kam es zwischen dem BBC und Aufstiegstrainer Bertram zur Trennung, unter anderem wegen der sportlichen Situation. Zum Zeitpunkt der Trennung stand Coburg mit drei Siegen und acht Niederlagen auf dem zehnten Tabellenplatz in der Südstaffel der 2. Bundesliga ProB. Derrick Taylor wurde als Nachfolger eingesetzt. Die Coburger verfehlten den Klassenerhalt und standen Mitte April 2018 als Absteiger fest.
Im Mai 2018 wurde Ulf Schabacker als neuer Trainer eingesetzt. Der BBC übernahm in der Sommerpause 2018 die Lizenz des Regionalliga-Meisters Rockets II und blieb damit trotz verpassten sportlichen Klassenerhalts in der 2. Bundesliga ProB.
Im Juli 2018 gab Manuel Fischer den Geschäftsführerposten der BBC Coburg Spielbetriebs GmbH an Wolfgang Gremmelmaier ab und übernahm den Vorsitz im neugegründeten Aufsichtsrat. Im Spieljahr 2018/19 schaffte die Mannschaft als Tabellenerster der Süd-Abstiegsrunde den Klassenverbleib in der 2. Bundesliga ProB. Im September 2019 wurde Carsten Richter neuer Sportlicher Leiter und damit Nachfolger des zum Bundesligisten Bayreuth gewechselten Haufer. Die Coburger erreichten in der Saison 2019/2020 dank dem fünften Rang in der Hauptrundentabelle erstmals die Playoffs in der 2. Basketball-Bundesliga ProB, wobei die Serie gegen die Dresden Titans aufgrund der Coronavirus-Pandemie nicht mehr ausgespielt wurde.
Nach dem Ende der Saison 2019/20 lief eine Zusammenarbeit mit dem Bundesligisten Bayreuth aus, dass sich diese aus Sicht Bayreuths als sportlich und logistisch nicht als sinnvoll erwiesen habe. Stattdessen wurde eine Kooperation mit dem ehemaligen deutschen Meister Brose Bamberg eingegangen, mit dem sich die Coburger auch dem Hauptsponsor teilen, unter anderem um jungen Bamberger Spielern Einsatzzeit in Coburg zu verschaffen. Ende Mai 2020 wurde der bisherige Co-Trainer Valentino Lott als neuer Cheftrainer benannt, sein Vorgänger Schabacker übernahm das Amt des Sportlichen Leiters und wurde zusätzlich, neben der US-Amerikanerin Jessica Miller, Assistenztrainer. Der vormalige Sportliche Leiter Richter wechselte unterdessen ins Amt des Kaufmännischen Leiters. Neben der Zusammenarbeit mit Bundesligist Bamberg wurde im August 2020 ebenfalls eine Vereinbarung mit dem Verein Regnitztal Baskets getroffen, die beinhaltete, Coburger Nachwuchsspieler in Regnitztals U16-Bundesligamannschaft einzusetzen und im Herrenbereich Coburger Spielern die Möglichkeit zu geben, per Doppellizenz gleichzeitig auch in Regnitztal in der Regionalliga aufzulaufen. Im Oktober 2021 wurde Miller neue Cheftrainerin, unter Lott, der in die Coburger Nachwuchsarbeit wechselte, war ein schlechter Saisonauftakt hingelegt worden. Miller legte ihr Amt Ende Dezember 2022 nieder, um in ihr Heimatland zurückzukehren und dort als Co-Trainerin in der WNBA zu arbeiten. Milos Petkovic, der in seiner vorherigen Laufbahn unter anderem Co-Trainer beim Bundesligisten EWE Baskets Oldenburg war, wurde Millers Amtsnachfolger in Coburg.
In der Sommerpause 2023 wurde einer abermalige Änderung im Traineramt vorgenommen: Der bisherige Assistenztrainer Patrick Seidel wurde zum Cheftrainer befördert.

## Vereinsstruktur
Mit 268 Mitgliedern lag der Verein Ende Dezember 2016 auf dem 78. Platz der größten deutschen Basketballvereine.
Neben der ersten Herrenmannschaft gibt es drei weitere Mannschaften im Herrenbereich. Der Verein stellt derzeit eine Damenmannschaft. Im Jugendbereich stellt der BBC Coburg in den Altersklassen von der U8 bis zur U20 insgesamt elf Mannschaften. In den Jahrgängen U8, U10 und U12 kooperiert der Verein mit Junior Franken e. V.

## Kader
| Nr. | Nat.               | Name                | Geburt     | Größe  | Position | Letzter Verein                                  |
| --- | ------------------ | ------------------- | ---------- | ------ | -------- | ----------------------------------------------- |
| 14  | Deutschland        | Julian Günther      | 05.04.2008 | 1,80 m | PG       | TSV Tröster Breitengüßbach / Freak City Academy |
| 2   | Deutschland        | Tim Ludwig          | 23.01.2007 | 1,81 m | PG       | Phoenix Hagen (NBBL)                            |
| 15  | Deutschland        | Adrian Petkovic     | 29.10.2004 | 1,88 m | PG       | Uni Baskets Paderborn                           |
| 8   | Deutschland        | Nico Wenzel         | 11.04.2001 | 1,85 m | PG       | RÖMERSTROM Gladiators Trier                     |
| 4   | Deutschland        | Felix Egger         | 10.07.2008 | 1,90 m | SG       | TSV Tröster Breitengüßbach / Freak City Academy |
| 12  | Deutschland        | Denzel Mota         | 14.10.2007 | 1,85 m | SG       | TSV Tröster Breitengüßbach / Freak City Academy |
| 33  | Norwegen           | Tobias Rotegaard    | 08.05.2000 | 2,01 m | SG       | Long Beach State University                     |
| 77  | Deutschland        | Stephan Marlon      | 21.11.2003 | 1,85 m | SG       | TTL Basketball Bamberg                          |
| 6   | Deutschland        | Felix Geiger        | 10.03.2008 | 1,89 m | SF       | Regnitztal Baskets / Freak City Academy         |
| 5   | Deutschland        | Nico Höllerl        | 27.08.2003 | 1,98 m | SF       | BBC Coburg                                      |
| 1   | Deutschland        | Sean William Ludwig | 09.06.2003 | 1,96 m | SF       | BSW Sixers                                      |
| 10  | Deutschland        | Tim Herzog          | 29.10.2004 | 2,01 m | PF       | BC Erfurt                                       |
| 42  | Vereinigte Staaten | Zachary Hinton      | 31.07.1994 | 1,98 m | PF       | Citybasket Recklinghausen                       |
| 17  | Deutschland        | Marlon Lippe        | 14.04.2008 | 1,98 m | PF       | Team Südhessen                                  |
| 21  | Deutschland        | Tom Wübben          | 28.04.2005 | 1,99 m | PF       | Gartenzaun24 Baskets Paderborn (NBBL)           |
| 13  | Deutschland        | Ben Diederichs      | 21.08.2005 | 2,08 m | C        | Team Südhessen                                  |
| 11  | Deutschland        | Abdelkahar Karioui  | 06.02.2003 | 1,98 m | C        | BBC Coburg                                      |
| 20  | Deutschland        | Niklas Zwanziger    | 11.03.2007 | 2,06 m | C        | TSV Tröster Breitengüßbach / Freak City Academy |
|     |                    |                     |            |        |          |                                                 |
|     |                    | Trainerstab         |            |        |          |                                                 |
|     | Deutschland        | Patrick Seidel      | 12.06.1993 |        |          | BBC Bayreuth                                    |

Stand: Saison 2024/25
| Spieler | Spieler     | Spieler           | Spieler            | Spieler | Spieler | Spieler                 |
| Nr.     | Nat.        | Name              | Geburt             | Größe   | Info    | Letzter Verein          |
| ------- | ----------- | ----------------- | ------------------ | ------- | ------- | ----------------------- |
|         |             | Guards (PG, SG)   |                    |         |         |                         |
| 2       | Deutschland | Constantin Ebert  | 9. Januar 1996     | 1,82 m  |         | Kirchheim Knights       |
| 3       | Deutschland | Moritz Plescher   | 4. Oktober 2000    | 1,95 m  | DL      | Brose Bamberg           |
| 4       | Deutschland | Elias Baggette    | 28. April 2002     | 1,83 m  | DL      | Brose Bamberg           |
| 6       | Deutschland | Timo Dippold      | 12. November 1997  | 1,85 m  |         | TSV Breitengüßbach      |
| 7       | Deutschland | Sven Lorber       | 21. November 1997  | 1,83 m  |         | TSV Breitengüßbach      |
| 10      | Deutschland | Steffen Grimme    | 16. Januar 1995    | 1,93 m  |         | BBC Coburg II           |
|         |             | Forwards (SF, PF) |                    |         |         |                         |
| 9       | Deutschland | Jannis Sonnefeld  | 11. August 2002    | 2,06 m  |         | Baunach Young Pikes     |
| 11      | Deutschland | Daniel Urbano     | 19. September 1995 | 2,00 m  |         | Science City Jena       |
| 12      | Deutschland | Christopher Wolf  | 26. Februar 1995   | 2,00 m  | (C)     | Team Ehingen Urspring   |
| 17      | Deutschland | Mateo Šerić       | 21. März 1999      | 2,04 m  | DL      | Brose Bamberg           |
| 18      | Deutschland | Adrian Bergmann   | 15. April 2001     | 2,00 m  |         | Baunach Young Pikes     |
| 94      | Deutschland | Lucas Wobst       | 9. April 2000      | 1,90 m  |         | Basketball Löwen Erfurt |
|         |             | Center (C)        |                    |         |         |                         |
| 13      | Kroatien    | Leon Bulic        | 21. Juli 2001      | 2,09 m  |         | Baunach Young Pikes     |

| Trainer            | Trainer        | Trainer     |
| Nat.               | Name           | Position    |
| ------------------ | -------------- | ----------- |
| Deutschland        | Valentino Lott | Cheftrainer |
| Deutschland        | Ulf Schabacker | Co-Trainer  |
| Vereinigte Staaten | Jessica Miller | Co-Trainer  |

| Legende               | Legende                        |
| Abk.                  | Bedeutung                      |
| --------------------- | ------------------------------ |
| DL                    | Doppellizenz mit Brose Bamberg |
| (C)                   | Kapitän                        |
| Quellen               |                                |
| Teamhomepage          |                                |
| Stand: Saison 2020/21 |                                |

| Legende               | Legende                        |
| Abk.                  | Bedeutung                      |
| --------------------- | ------------------------------ |
| DL                    | Doppellizenz mit Brose Bamberg |
| (C)                   | Kapitän                        |
| Quellen               |                                |
| Teamhomepage          |                                |
| Stand: Saison 2020/21 |                                |

| Spieler | Spieler     | Spieler           | Spieler            | Spieler | Spieler | Spieler                 |
| Nr.     | Nat.        | Name              | Geburt             | Größe   | Info    | Letzter Verein          |
| ------- | ----------- | ----------------- | ------------------ | ------- | ------- | ----------------------- |
|         |             | Guards (PG, SG)   |                    |         |         |                         |
| 2       | Deutschland | Constantin Ebert  | 9. Januar 1996     | 1,82 m  |         | Kirchheim Knights       |
| 3       | Deutschland | Moritz Plescher   | 4. Oktober 2000    | 1,95 m  | DL      | Brose Bamberg           |
| 4       | Deutschland | Elias Baggette    | 28. April 2002     | 1,83 m  | DL      | Brose Bamberg           |
| 6       | Deutschland | Timo Dippold      | 12. November 1997  | 1,85 m  |         | TSV Breitengüßbach      |
| 7       | Deutschland | Sven Lorber       | 21. November 1997  | 1,83 m  |         | TSV Breitengüßbach      |
| 10      | Deutschland | Steffen Grimme    | 16. Januar 1995    | 1,93 m  |         | BBC Coburg II           |
|         |             | Forwards (SF, PF) |                    |         |         |                         |
| 9       | Deutschland | Jannis Sonnefeld  | 11. August 2002    | 2,06 m  |         | Baunach Young Pikes     |
| 11      | Deutschland | Daniel Urbano     | 19. September 1995 | 2,00 m  |         | Science City Jena       |
| 12      | Deutschland | Christopher Wolf  | 26. Februar 1995   | 2,00 m  | (C)     | Team Ehingen Urspring   |
| 17      | Deutschland | Mateo Šerić       | 21. März 1999      | 2,04 m  | DL      | Brose Bamberg           |
| 18      | Deutschland | Adrian Bergmann   | 15. April 2001     | 2,00 m  |         | Baunach Young Pikes     |
| 94      | Deutschland | Lucas Wobst       | 9. April 2000      | 1,90 m  |         | Basketball Löwen Erfurt |
|         |             | Center (C)        |                    |         |         |                         |
| 13      | Kroatien    | Leon Bulic        | 21. Juli 2001      | 2,09 m  |         | Baunach Young Pikes     |

| Trainer            | Trainer        | Trainer     |
| Nat.               | Name           | Position    |
| ------------------ | -------------- | ----------- |
| Deutschland        | Valentino Lott | Cheftrainer |
| Deutschland        | Ulf Schabacker | Co-Trainer  |
| Vereinigte Staaten | Jessica Miller | Co-Trainer  |

| Legende               | Legende                        |
| Abk.                  | Bedeutung                      |
| --------------------- | ------------------------------ |
| DL                    | Doppellizenz mit Brose Bamberg |
| (C)                   | Kapitän                        |
| Quellen               |                                |
| Teamhomepage          |                                |
| Stand: Saison 2020/21 |                                |

| Legende               | Legende                        |
| Abk.                  | Bedeutung                      |
| --------------------- | ------------------------------ |
| DL                    | Doppellizenz mit Brose Bamberg |
| (C)                   | Kapitän                        |
| Quellen               |                                |
| Teamhomepage          |                                |
| Stand: Saison 2020/21 |                                |

### Betreuer
- Christopher Neudecker – Geschäftsstellenleiter
- Jutta Kurt – Athletiktrainerin

## Trainer
| Amtszeit        | Trainer                            |
| bis 2014        | Michael Böhm                       |
| 07/2014–12/2014 | Rainer Wolfschmitt / Steffen Dauer |
| 12/2014–2016    | Michael Böhm                       |
| 2016–11/2017    | Simon Bertram                      |
| 11/2017–05/2018 | Derrick Taylor                     |
| 05/2018–05/2020 | Ulf Schabacker                     |
| 05/2020–10/2021 | Valentino Lott                     |
| 10/2021–12/2022 | Jessica Miller                     |
| 01/2023–06/2023 | Milos Petkovic                     |
| seit 06/2023    | Patrick Seidel                     |